# Critério de múltipla atestação
O critério de múltipla atestação, também chamado de critério de atestação independente ou método de corte transversal, é uma ferramenta usada por estudiosos bíblicos para ajudar a determinar se certas ações ou ditos de Jesus no Novo Testamento são do Jesus histórico. Simplificando, quanto mais testemunhas independentes relatarem um evento ou dito, melhor. Esse critério foi desenvolvido pela primeira vez por F. C. Burkitt em 1906, no final da primeira busca pelo Jesus histórico.

## Descrição

Visualização da hipótese dos quatro documentos. Para ser atestada tanto de forma múltipla quanto independente, não é suficiente que uma tradição seja encontrada em dois ou três dos Evangelhos Sinóticos. Ela precisa ser atestada em uma combinação de pelo menos dois entre os materiais fonte Marcano, Q, M ou L. Caso contrário, uma fonte não-Sinótica é necessária para corroborar uma tradição encontrada nos Sinóticos.

Os evangelhos nem sempre são independentes uns dos outros. Mateus e Lucas, por exemplo, provavelmente dependem de Marcos. O critério de múltipla atestação concentra-se nos ditos ou feitos de Jesus que são atestados em mais de uma fonte literária independente, como Marcos, Paulo, Q, M, L, João, Josefo ou Tomás.:15 A força desse critério é aumentada se um determinado motivo ou tema também for encontrado em diferentes formas literárias, como parábolas, histórias de disputa, histórias de milagres, profecia e/ou aforismo.:15
Fontes potencialmente confiáveis que os estudiosos consideraram ser independentes umas das outras para os propósitos deste critério incluem:{Rp|at=9:12}}
- As 7 epístolas indiscutíveis de Paulo
- Fonte Q
- Evangelho de Marcos
- Fonte M (tradição especial de Mateus)
- Fonte L (tradição especial de Lukan)
- Evangelho de João
- Josefo
- (Cóptico) Evangelho de Tomé[4] (disputado por alguns[8] :175)
- Evangelho de Pedro (possivelmente;[4] sua independência dos Evangelhos canônicos é debatida[9](25:01))
- Tácito[9] (25:01)

## Exemplos de seu uso

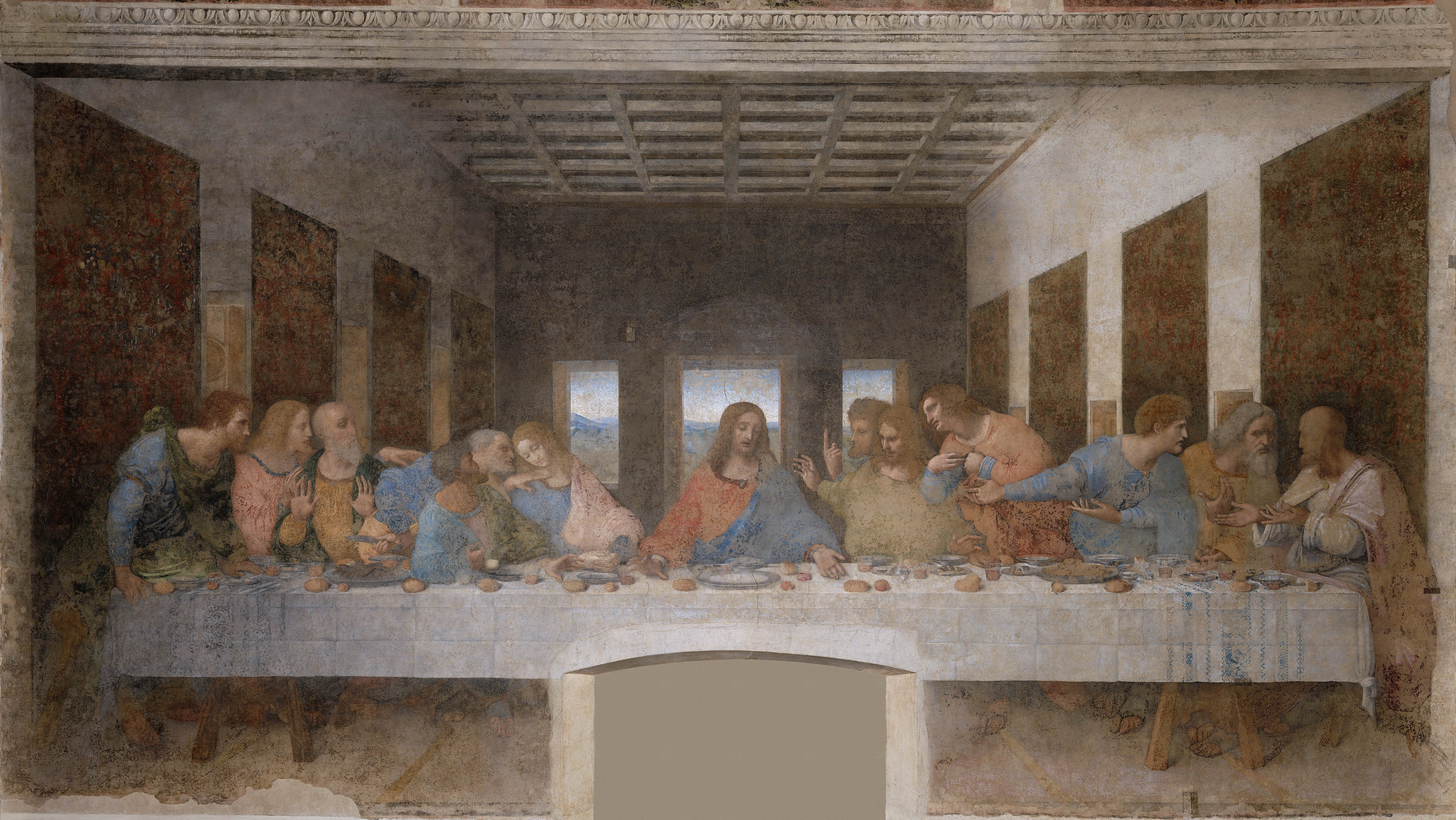
O que Jesus teria dito sobre o pão e o vinho na Última Ceia passa pelo critério de múltipla atestação.

Por exemplo, o motivo “Reino de Deus” aparece em “Marcos, Q, tradição especial Matheana, tradição especial Lucana e João, com ecos em Paulo, apesar do fato de que ‘Reino de Deus’ não é a maneira preferida de Paulo falar.”:175 Ele também aparece em uma variedade de gêneros literários.:175
As palavras atribuídas a Jesus sobre o pão e o vinho durante a Última Ceia (encontradas em Marcos 14:22–25 e 1 Coríntios 11:23–26 (Paulo), comparar com João 6:51–58) e sua proibição ao divórcio (encontradas em Marcos 10:11–12, Lucas 16:18 (atribuído a Q) e 1 Coríntios 7:10–11 (Paulo)) são exemplos de ditos que são múltiplamente atestados. :175 :183No entanto, a Oração do Senhor, embora encontrada tanto em Mateus quanto em Lucas, evidentemente deriva de sua fonte comum Q, e portanto não pode passar pelo critério. (22:33)
Talvez o evento mais amplamente atestado de forma independente seja a crucificação de Jesus durante o governo de Pôncio Pilatos (e o império de Tibério), nomeadamente por Paulo (o único que não menciona Pilatos), todos os quatro evangelhos canônicos, o Evangelho de Pedro (sua independência dos evangelhos canônicos é debatida), Josefo e até mesmo Tácito. (25:01)Outro exemplo de um evento que é múltiplamente atestado é o encontro de Jesus com João Batista (encontrado em Marcos, Q e João).   No entanto, João não menciona explicitamente o batismo de Jesus (apenas tendo o Batista dizendo que ele ‘testemunhou o espírito descendo sobre [Jesus] como uma pomba’, João 1:32) que é atestado em Marcos, embora Theissen (2002) tenha afirmado que o Evangelho dos Hebreus 2 corroborou o batismo. :239–240O episódio de Jesus e o jovem rico é encontrado nos três Evangelhos Sinóticos, mas é evidentemente dependente de Marcos, e não mencionado fora dos Sinóticos, e portanto não passa pelo critério. (21:12)

## Limitações
Este critério não pode ser usado para fontes que não são independentes. Por exemplo, um dito que ocorre nos três Evangelhos Sinóticos pode representar apenas uma fonte. Sob a hipótese das duas fontes, tanto os autores do Evangelho de Mateus quanto do Evangelho de Lucas usaram o Evangelho de Marcos em seus escritos; portanto, o material da tradição tripla representa apenas uma única fonte, Marcos. O mesmo problema existe sob a hipótese das quatro fontes, a menos que Q possa ser demonstrado para atestar a mesma tradição independentemente de Marcos. (A hipótese agostiniana postula que Marcos e Lucas usaram Mateus, então, mais uma vez, o material da tradição tripla teria se originado em uma única fonte). Outra limitação é que alguns ditos ou feitos atribuídos a Jesus poderiam ter se originado nas primeiras comunidades cristãs cedo o suficiente na tradição para serem atestados por uma série de fontes independentes, assim não representando o Jesus histórico. Finalmente, existem alguns ditos ou feitos de Jesus que aparecem apenas em uma forma ou fonte que os estudiosos ainda consideram historicamente prováveis.
A múltipla atestação possui um certo tipo de objetividade. Dada a independência das fontes, a satisfação do critério torna mais difícil sustentar que foi uma invenção dos primeiros cristãos. A múltipla atestação nem sempre é um requisito para a historicidade, nem é suficiente para determinar a precisão por si só. No entanto, apesar de útil, é tipicamente um dos vários critérios que foram desenvolvidos por estudiosos para avaliar se uma tradição é provavelmente histórica; os critérios amplamente reconhecidos foram distinguidos por Stanley E. Porter como dissimilaridade, coerência, múltipla atestação, menor distintividade e contexto linguístico aramaico. Porter sugere três novos critérios na busca pelas palavras do Jesus histórico (Porter 2000), que ainda não encontraram ampla aceitação: um critério de língua grega, de variação textual grega e de “características do discurso” em desacordo com o estilo usual do texto. Sobre o critério de múltiplas atestações, Porter ressalta, o que já foi expresso antes, que múltiplas atestações identificam motivos comuns em vez de uma redação absoluta, e falam apenas da independência dos documentos e não de sua confiabilidade.

## Literatura
- Porter, Stanley E. (2004). The Criteria for Authenticity in Historical-Jesus Research. New York: T&T Clark International. ISBN 978-0-56704-360-3